# Bójka na kije

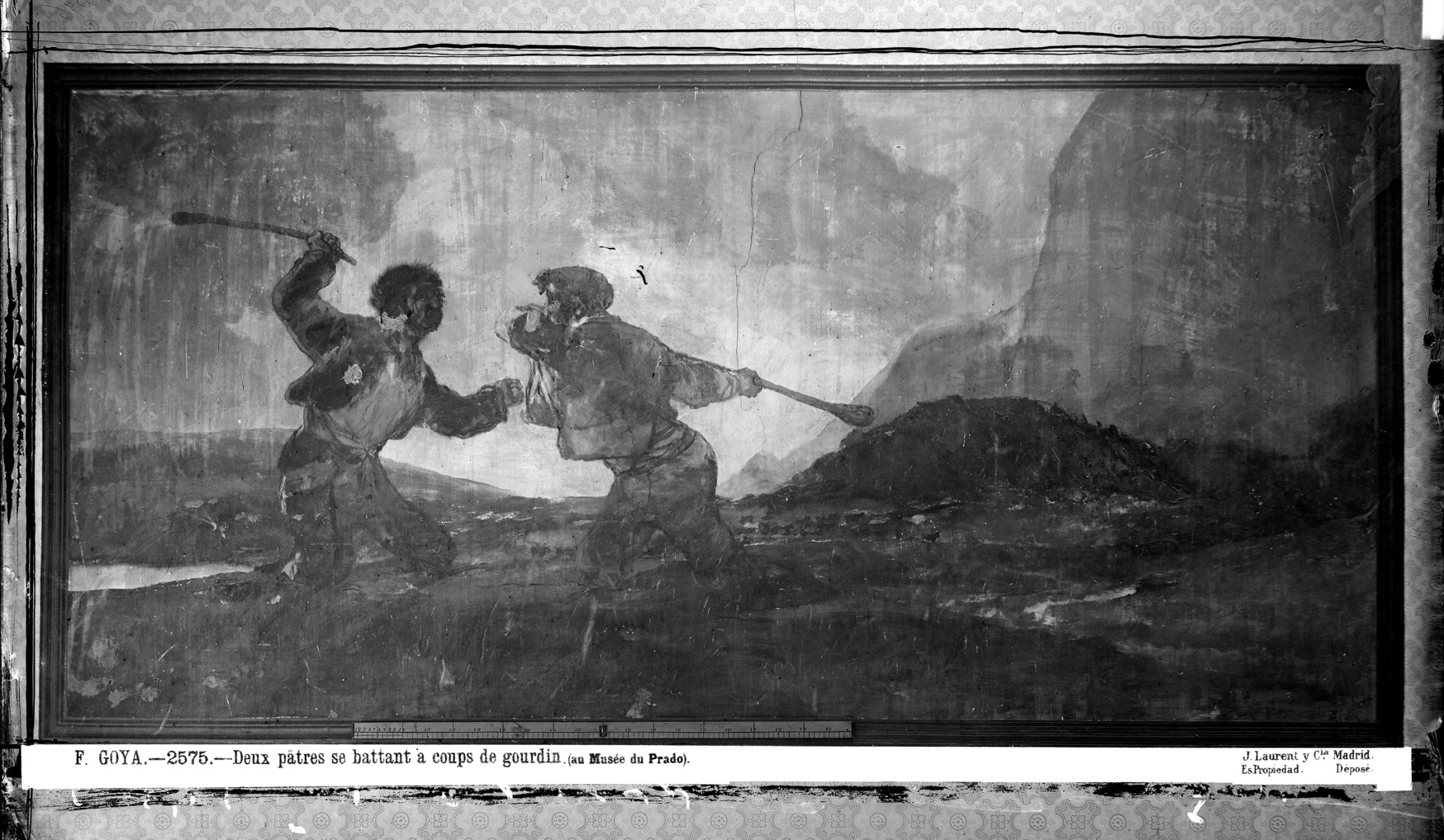
Bójka na kije na zdjęciu wykonanym przez Jeana Laurenta w domu Goi ok. 1874, zanim obraz został przeniesiony na płótno

Bójka na kije (hiszp. Duelo a garrotazos lub La riña) – malowidło ścienne hiszpańskiego malarza Francisco Goi.

## Okoliczności powstania
Dzieło należy do cyklu czternastu czarnych obrazów – malowideł wykonanych przez Goyę na ścianach jego domu Quinta del Sordo w latach 1819–1823. Zostały one sfotografowane przez Jeana Laurenta, a następnie przeniesione na płótna w latach 1874–1878 przez malarza Salvadora Martíneza Cubellsa. Obecnie znajdują się w zbiorach Muzeum Prado. Goya wykonał ten szczególny cykl obrazów na kilka lat przed śmiercią. Wyrażają one jego lęk przed starością i samotnością, są również satyrą rodzaju ludzkiego i państwa hiszpańskiego.

## Analiza
Obraz przedstawia dwóch mężczyzn (chłopów) walczących na kije w odosobnionym miejscu. W czasach Goi pojedynki jako sposób na rozstrzygnięcie sporów zdarzały się nie tylko wśród szlachty, ale również wśród najbiedniejszych. Te ostatnie miały charakter bardziej pierwotny i brutalny niż romantyczne konfrontacje w obecności sekundanta.
Na obrazie w jego obecnym stanie widać, że postacie grzęzną w błocie po kolana. Uwięzieni w ten sposób walczący nie mają możliwości ucieczki, walka musi się zakończyć śmiercią jednego z nich. Taka interpretacja jest jednak podważana, gdyż w oryginale obraz przedstawiał się nieco inaczej. Iberysta Nigel Glendinning w 1986 roku pisał o różnicach pomiędzy dzisiejszymi czarnymi obrazami a ich fotografiami z końca XIX wieku. Zaznaczył, że niektóre istotne pociągnięcia pędzlem zupełnie zniknęły podczas zmiany nośnika na płótno oraz restauracji. Na fotografiach wykonanych przez Jeana Laurenta w domu Goi (zanim czarne obrazy zostały przeniesione na płótno) widać zarys łydek walczących. Zatem jest bardziej prawdopodobne, że chłopi wcale nie grzęzną w błocie, ale stoją w wysokiej trawie. Charles Yriarte, który jako jeden z nielicznych miał okazję oglądać czarne obrazy na ścianach domu Quinta del Sordo, opisał obraz jako pojedynek na polu porośniętym trawą. Pod koniec 2010 roku malarz i historyk sztuki Carlos Foradada, opublikował wyniki swoich badań nad fotografiami Laurenta konkludując, iż tradycyjna interpretacja jest nieprawidłowa i wynika z niedokładności powstałych w procesie przenosin na płótno.

## Interpretacja
Początek XIX wieku a w szczególności lata przypadające na powstanie czarnych obrazów, to okres starć pomiędzy absolutystami popierającymi Ferdynanda VII i liberałami opowiadającymi się za postępową konstytucją. W tym kontekście Bójka na kije była uważana za symbol braterskiej walki między Hiszpanami.
Obraz był inaczej odbierany w ojczyźnie malarza i poza nią. W XIX w. krytycy spoza Hiszpanii doszukiwali się w tym dziele przedstawienia barbarzyńskiego zwyczaju wsi hiszpańskiej i próbowali przypisać je do konkretnego regionu. (Charles Yriarte sugeruje, że ukazana scena rozgrywa się w Galicji). Krytycy hiszpańscy nie zgadzają się jednak na kwalifikację tego dzieła jako sceny rodzajowej, czy też kostumbryzmu. Widzą w niej raczej przedstawienie nieubłaganej i surowej śmierci, niezgody między ludźmi i wojny domowej.
Polityczny wydźwięk obrazu był inspiracją dla utworu Jacka Kaczmarskiego „Okładający się kijami”. W tym przypadku podkreślone jest ugrzęźnięcie walczących w podłożu.

## Kompozycja

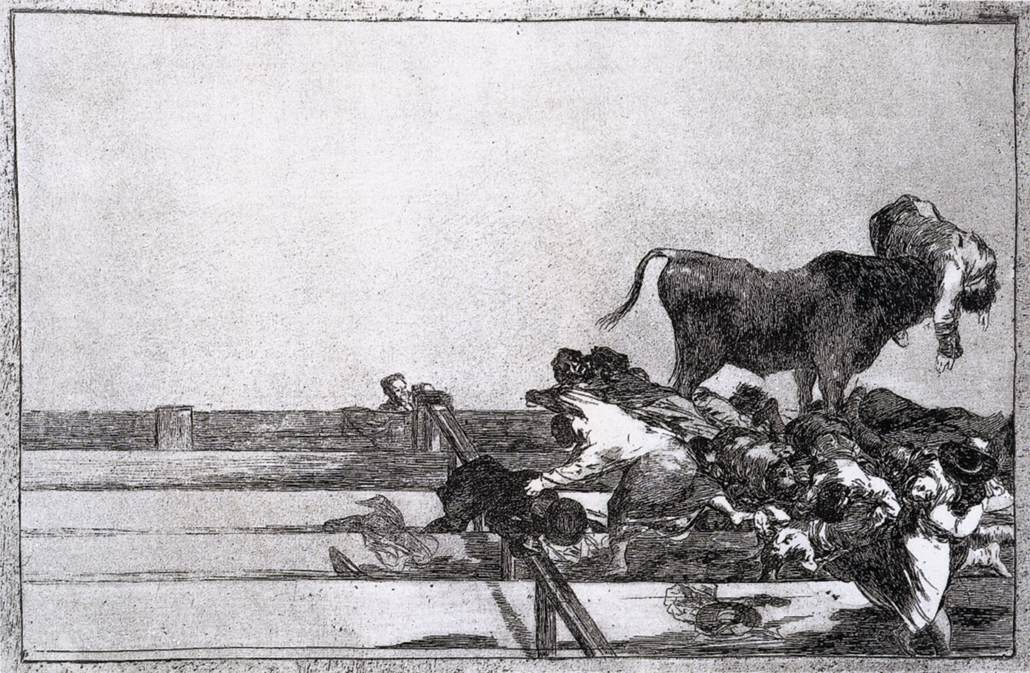
Nieszczęśliwy wypadek na widowni areny w Madrycie i śmierć alkada z Torrejon, 1816. Rycina nr 21 z serii Tauromachia.

Postaci pojawiają się na bliskim pierwszym planie (tak jak w poprzedzającym czarne obrazy cyklu grafik Okropności wojny) i mocno odcinają się od opustoszałego krajobrazu. Delikatne światło (prawdopodobnie poranka) nie pada bezpośrednio na postacie, gdyż jego źródło znajduje się w głębi obrazu, co przeczy klasycznym zasadom portretu. Zieleń i błękit pojawiają się jedynie w elementach pejzażu. Piękno przyrody kontrastuje z rozgrywającą się przed nią brutalną sceną. Kompozycja jest zdecentralizowana, postacie znajdują się po lewej stronie pozostawiając po prawej przestrzeń wypełnioną krajobrazem. Ten układ, który przeczy regułom akademickim, pojawia się również w innych czarnych obrazach m.in. Sabat czarownic i Pielgrzymka do źródła św. Izydora. Kompozycja oparta jest na liniach ruchu i siły, a nie na typowej dla romantyzmu pozycji postaci. Przykład takiej kompozycji znajdujemy również na rycinach Goi: Nieszczęśliwy wypadek na widowni areny w Madrycie i śmierć alkada z Torrejon z serii Tauromachia. Na tej rycinie byk, który przeskoczył ogrodzenie areny i zaatakował publiczność, znajduje się po prawej stronie pozostawiając lewą część ryciny pustą.